# Anita Gradin

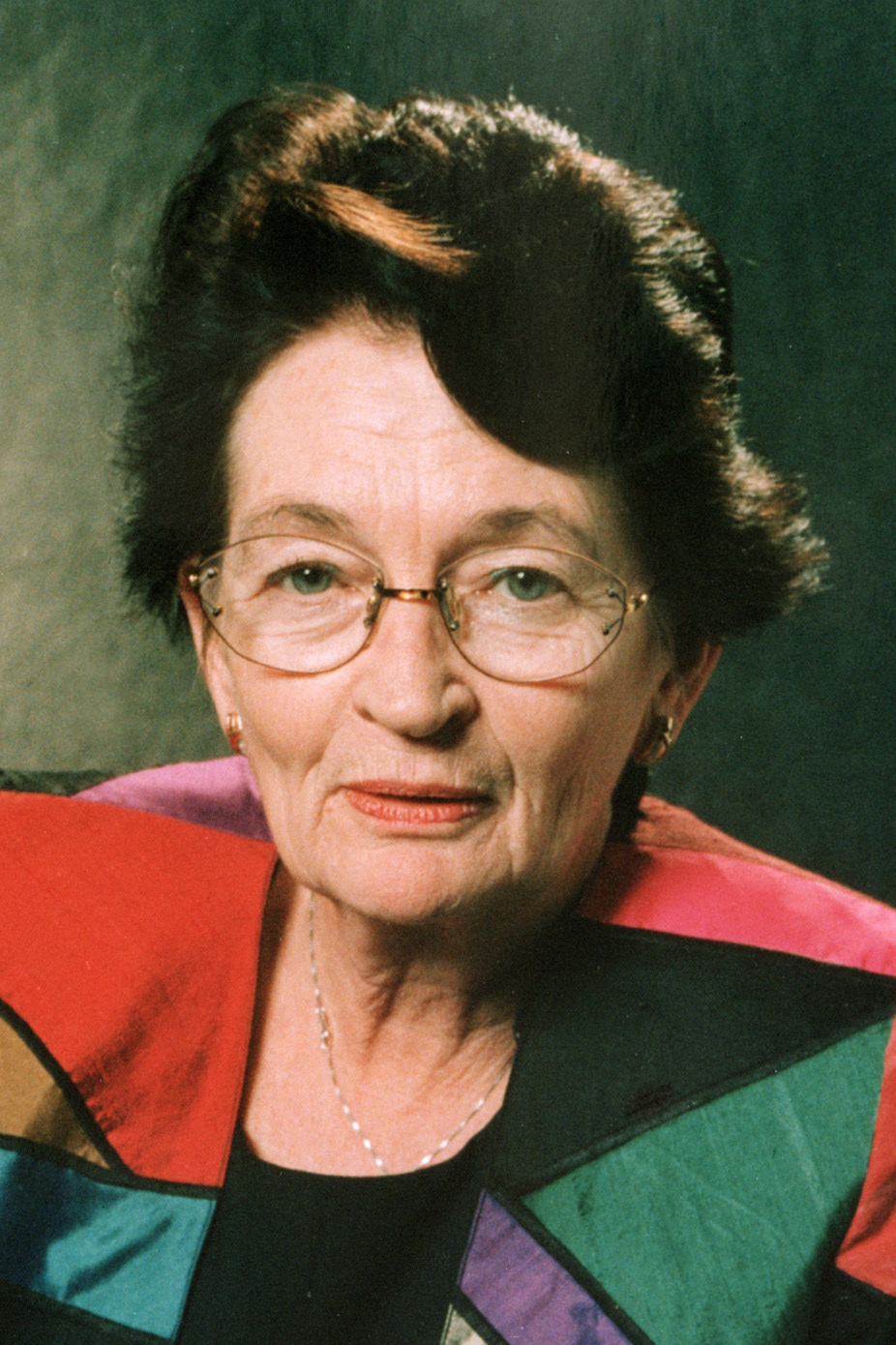
Anita Gradin, 1996

Anita Ingegerd Gradin (* 12. August 1933 in Hörnefors, Gemeinde Umeå; † 23. Mai 2022 in Stockholm) war eine schwedische sozialdemokratische Politikerin.

## Beruf
Gradin war Diplomsozialwirtin und studierte auch öffentliche Verwaltung. Sie arbeitete ab 1950 als Journalistin. Von 1967 bis 1968 war sie Regierungsdirektorin in der Kanzlei des Ministerpräsidenten. Von 1992 bis 1994 war sie Schwedens Botschafterin in Österreich und Slowenien.
Gradin war verheiratet und hatte ein Kind.

## Partei
Von 1968 bis 1982 war sie Vorsitzende des Bezirks Stockholm im Sozialdemokratischen Frauenbund und ab 1975 auch 2. Reichsvorsitzende des Sozialdemokratischen Frauenbundes.

## Abgeordnete
Gradin war Mitglied des Reichstages von 1968 bis 1992 sowie Mitglied des Ausbildungs- und des Finanzausschusses des Reichstags und Delegierte beim Europarat.

## Öffentliche Ämter
Sie war von 1982 bis 1986 Ministerin im Ministerium für Arbeit mit besonderer Verantwortung für Einwanderer- und Gleichstellungsangelegenheiten, danach bis 1991 Ministerin im Ministerium des Auswärtigen mit besonderer Verantwortung für Außenhandelsangelegenheiten.
Sie war EU-Kommissarin für Einwanderungsfragen sowie Inneres und Justiz, Beziehungen zum Bürgerbeauftragten, Finanzkontrolle und Betrugsbekämpfung in der Santer-Kommission von 1995 bis 1999.

## Auszeichnungen
- 1994: Großes Goldenes Ehrenzeichen am Bande für Verdienste um die Republik Österreich[3]